# 银州 (北周)
银州，中国南北朝时北周设置的州。
保定三年（563年）置，治所在今陕西省榆林市横山区东。隋朝，置儒林县为州治。唐朝时，辖区约今陕西省米脂、佳县、榆林等市县地。天宝元年（742年）改银川郡，乾元元年（758年）复为银州。唐末银州银川城（37°57′28″N 109°48′58″E / 37.957806°N 109.816055°E）为党项族拓跋思恭所有，北宋曾数次收复，元丰年间移治永乐城（今米脂西北，37°52′43″N 110°02′04″E / 37.87872°N 110.034526°E），仍名银川城。崇宁五年（1106年）废州剩银川城，隶属永兴军路绥德军。银州州城则归西夏控制，在祥祐军司石州附近。
銀城县在州东北处，与州治乞银城（银川城）并非同一处。
| 州 | 綏州                      | 綏州          | 綏州                 | 綏州   | 銀州   | 銀州          | 郡 | 雕陰郡                                                                     |
| 郡 | 安寧郡                    | 安政郡        | 撫寧郡               | 綏德郡 | 真乡郡 | 开光郡        | 县 | 上县 大斌县 城平县 開疆县 撫寧县 延福县 綏德县 真乡县 开光县 銀城县 儒林县 |
| 县 | 上县 安寧县 安人县 義良县 | 大斌县 城平县 | 開疆县 撫寧县 延陵县 | 綏德县 | 真乡县 | 開光县 銀城县 | 县 | 上县 大斌县 城平县 開疆县 撫寧县 延福县 綏德县 真乡县 开光县 銀城县 儒林县 |

唐朝银州刺史
- 徐庄（贞观年间）
- 窦师纶（贞观年间）
- 李大志（672年）
- 萧嗣德（高宗时）
- 李才（高宗时）
- 王感（691年—693年）
- 臧善德（武周时）
- 崔憬（720年）
- 潘宝勣（开元年间）
- 崔子佺（天宝前期，银川郡太守）
- 臧希庄（751年，银川郡太守）
- 论惟清（代宗时）
- 拓跋乾晖（德宗时）
- 拓跋澄岘（812年）
- 刘颇（元和末年）
- 王元琬（821年）
- 刘源（833年—836年）
- 何清朝（842年—843年）
- 傅孟恭（大中初年）
- 田鐬（大中年间）